# Theope villai
Espèce
Theope villai est une espèce d'insectes lépidoptères appartenant à la famille des Riodinidae et au genre Theope.

## Taxonomie
Theope villai a été décrit par Carlos Beutelspacher (d) en 1981.

## Description
Theope villai est un papillon aux ailes antérieures à l'apex anguleux, au dessus des ailes antérieures bleu clair à large bordure externe et costale marron et aux ailes postérieures bleu clair avec juste une bordure costale et une fine bordure externe marron.
Le revers est de couleur ocre avec une ligne submarginale de points marron peu visible sauf un ou deux aux ailes postérieures.

## Écologie et distribution
Theope villai est présent au Mexique.

### Protection
Pas de statut de protection particulier.